# 메스칼린
메스칼린(mescaline, 3,4,5-trimethoxyphenethylamine)은 천연물에서 추출한 페닐에틸아민계 환각성 알칼로이드이며, LSD와 실로시빈에 맞먹는 환각 효과로 알려져 있다.
페요테 선인장(Lophophora williamsii), 성게선인장(Echinopsis pachanoi), 페루비안 토치(Echinopsis peruviana), 등의 선인장 식물에서 자연적으로 발생된다. 적은 양이지만 아카시아 나무(acacia berlandieri)를 포함한 콩과의 특정 부류에서도 발견된다. 그러나 아카시아종에 관련된 주장은 도전을 받고 있으며 추가 분석을 통해 해당 주장을 뒷받침하지는 않고 있다.

## 생합성

메스칼린의 생합성

## 적법성

### 미국
미국에서 메스칼린은 규제약물법에 의해 스케줄 I 환각제로 분류되면서 1970년에 불법화되었다. 이 약물은 1971년 향정신성물질에 관한 협약에 의해 국제적으로 금지되었다.

### 영국
영국에서 정제된 가루 형태의 메스칼린은 A급 약물이다. 그러나 건조한 선인장을 도입 및 합법적인 판매가 가능하다.

## 같이 보기
- 향정신성의약품